# Muziekinstrumentenmuseum (Lißberg)
Het Muziekinstrumentenmuseum is een museum in Ortenberg in de Duitse deelstaat Hessen. Een groot deel van de collectie bestaat uit draailieren en doedelzakken uit verschillende landen. Het herbergt enkele eeuwenoude stukken, waaronder een antiek Nürnbergisch Geigenwerk.

## Collectie

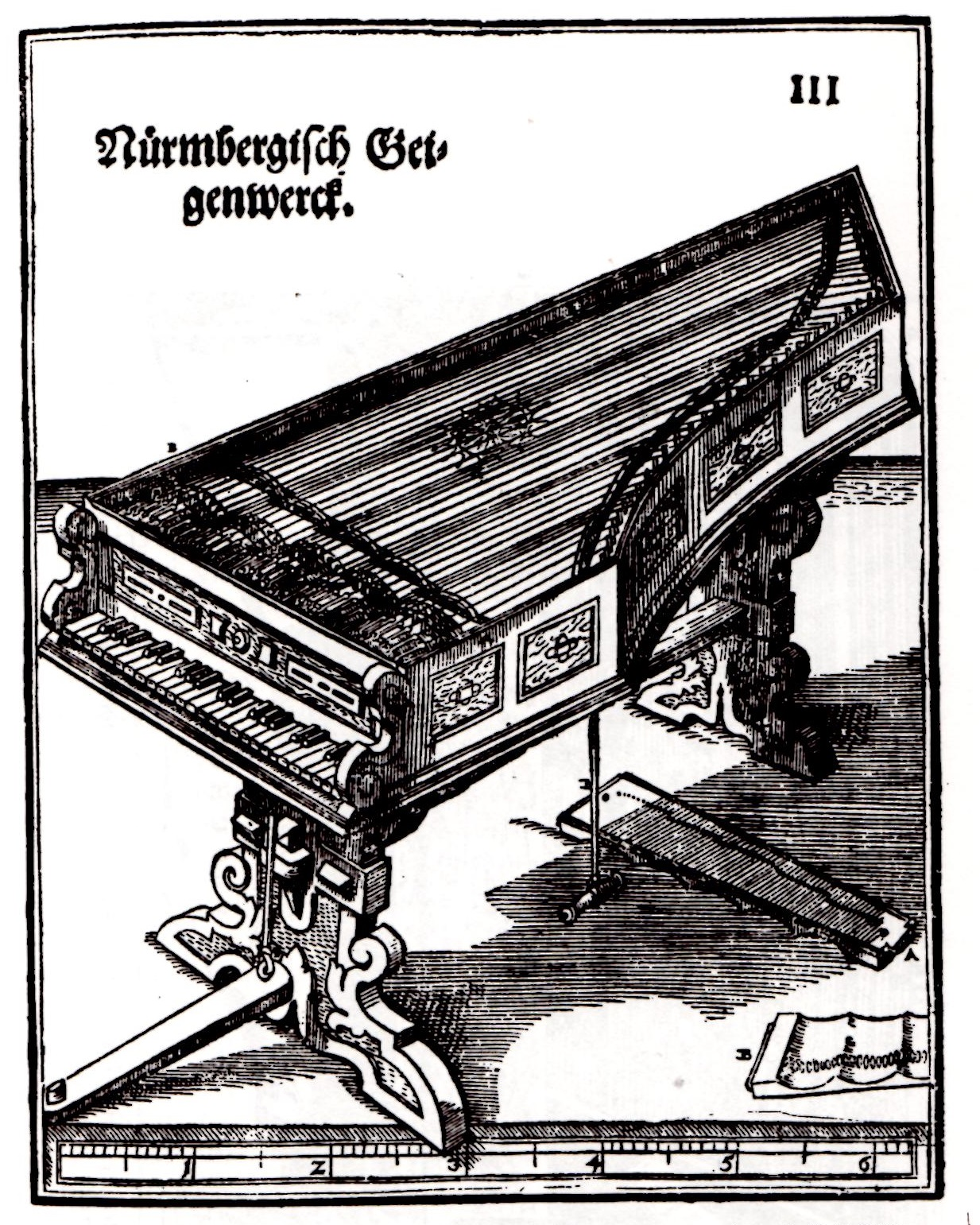
Nürnbergisch Geigenwerk uit de Syntagma musicum

De muziekinstrumenten zijn gerangschikt naar instrumentsoort. Er wordt ingegaan op de ontwikkelstadia van verschillende instrumenten, waarbij geluidsfragmenten de uitleg ondersteunen. Ook kunnen muziekinstrumenten uitgeprobeerd worden.
Een groot deel van de collectie bestaat uit draailieren en doedelzakken. De draailieren zijn afkomstig uit Zweden en enkele Oost-Europese landen waaronder Rusland. Ook zijn de doedelzakken niet alleen afkomstig uit Schotland, maar ook uit Duitsland zelf, Polen, Italië, Spanje en Noord-Afrika waaronder Egypte. Een kostbare doedelzak uit de collectie is een Musette de Cour die van de Franse componist Nicolas Chédeville (1705-1782) is geweest.
Een van de topstukken is een Nürnbergisch Geigenwerk met vijf wieltjes. Andere waardevolle stukken zijn een bassanello uit 1600 die ook door Praetorius werd beschreven, een dulzaina van Spaanse afkomst, een tartölt uit de renaissance van Duitse herkomst en een orgellier die een lier met een orgel verenigt. Tussen de volkenkundige stukken bevindt zich nog een fluit van Tibetaanse herkomst die van een mensenbot is gemaakt.

## Geschiedenis
Het museum is gevestigd in een schoolgebouw naast de kerk van het stadsdeel Lißberg. Het werd in 1990 geopend op de vijftigste verjaardag van de draailierbouwer Kurt Reichmann uit Frankfurt. Centraal staat de ontwikkeling van de muziekinstrumenten sinds de componist Michael Praetorius (1571-1621), en in het bijzonder diens werk Syntagma musicum (1619).